# Frank Mill
Frank Mill (23. července 1958, Essen, Západní Německo  – 5. srpna 2025, Essen ) byl německý fotbalový útočník a reprezentant, mistr světa z roku 1990.

## Klubová kariéra
- Eintracht Essen (mládež)
- Rot-Weiss Essen (mládež)
- Rot-Weiss Essen 1976–1981
- Borussia Mönchengladbach 1981–1986
- Borussia Dortmund 1986–1994
- Fortuna Düsseldorf 1994–1996

## Reprezentační kariéra
V A-mužstvu Západního Německa debutoval 21. 3. 1982 v přátelském utkání v Riu de Janeiro proti reprezentaci Brazílie (prohra 0:1). Celkem nastoupil v letech 1982–1990 v západoněmeckém národním mužstvu v 17 zápasech, branku nevstřelil.
Představil se na LOH 1984 v USA a na LOH 1988 v Jižní Koreji (zde získal s mužstvem bronzovou medaili).
Zúčastnil se domácího EURA 1988, kde Němci skončili v semifinále.
Byl také členem vítězného západoněmeckého týmu na MS 1990 v Itálii.